# Neodiplocampta miranda
Neodiplocampta miranda is een vliegensoort uit de familie van de wolzwevers (Bombyliidae). De wetenschappelijke naam van de soort is voor het eerst geldig gepubliceerd in 1974 door Hull and Martin.